# EZ Водолея
EZ Водолея — тройная звезда в созвездии Водолея. Находится на расстоянии 3,4 парсека (11,3 световых года) от Солнца.

## Характеристики
Главный компонент системы EZ Водолея A известен также под названием Лейтен 789-6. Это спектрально-двойная звезда (EZ Водолея AC).
Все три компонента системы — красные карлики спектрального класса M (компонент B — GJ 866 B, компонент С — GJ 866 C).
EZ Водолея C обращается вокруг EZ Водолея A за 3,8 дня.
EZ Водолея B находится в 1,22 а. е. от двойной EZ Водолея AC и обращается вокруг них за 2,25 года.
Ближайшим соседом EZ Водолея является красный карлик Лакайль 9352, удалённый от неё на 4,2 световых года.

## Физические параметры
Все три компонента системы EZ Водолея принадлежат к одному спектральному классу и имеют примерно одинаковые параметры. Их масса составляет 11 % от массы нашего Солнца, а радиус — 50 %. Температура на красных карликах держится в пределах 2000-3500 Кельвинов. Точный возраст тройной системы EZ Водолея до сих пор неизвестен.

## Ближайшее окружение звезды
Следующие звёздные системы находятся на расстоянии в пределах 10 световых лет от EZ Водолея:
| Звезда             | Спектральный класс | Расстояние, св. лет |
| Лакайль 9352       | M0,5 Ve            | 4,1                 |
| Лакайль 8760       | M2 Ve              | 4,2                 |
| Глизе 876          | M3,5 V             | 4,3                 |
| ε Индейца ABC      | K5 Ve              | 4,8                 |
| G 158-27           | M5,5 V             | 6,7                 |
| YZ Кита            | M4,5 Ve            | 7,5                 |
| Лейтен 726-8       | M5,6 Ve            | 7,7                 |
| τ Кита             | G8 Vp              | 8,8                 |
| L 722-22 AB        | M4 V / M4 V        | 8,9                 |
| Звезда ван Маанена | DZ7 VII            | 9,0                 |
| HIP 103039         | ?                  | 9,2                 |
| Росс 154           | M3,5 Ve            | 9,5                 |
| Глизе 832          | M1,5 V             | 9,7                 |